# Роккасьо

40°58′3″ пн. ш. 141°22′28″ сх. д. / 40.96750° пн. ш. 141.37444° сх. д.
Роккасьо́ (яп. 六ヶ所村, ろっかしょむら, МФА: [ɾok̚.kaɕo muɾa]) — село в Японії, в повіті Камі-Кіта префектури Аоморі. В селі розташовані вітряні електростанції, заводи з переробки ядерного палива, завод з збагачення урану та інша інфраструктура з видобутку і переробки енергії. Станом на 1 жовтня 2007 площа села становила 253,01 км². Станом на 1 липня 2008 населення села становило 10 995 осіб.